# Andrew Jacobs (Diplomat)

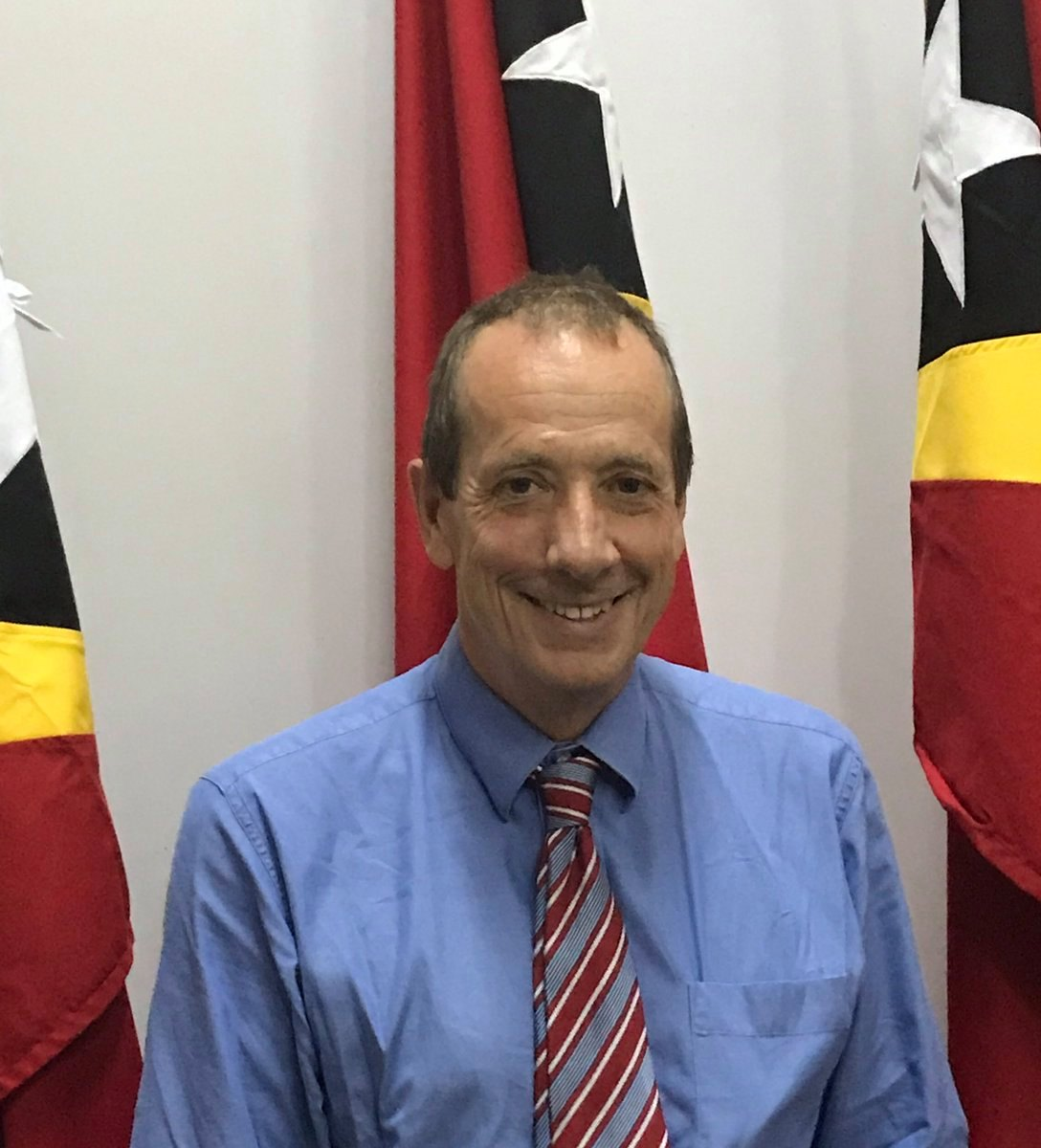
Andrew Jacobs (2019)

Andrew Jacobs ist ein Diplomat im Dienst der Europäischen Union. Er hat die britische und französische Staatsbürgerschaft.

## Werdegang

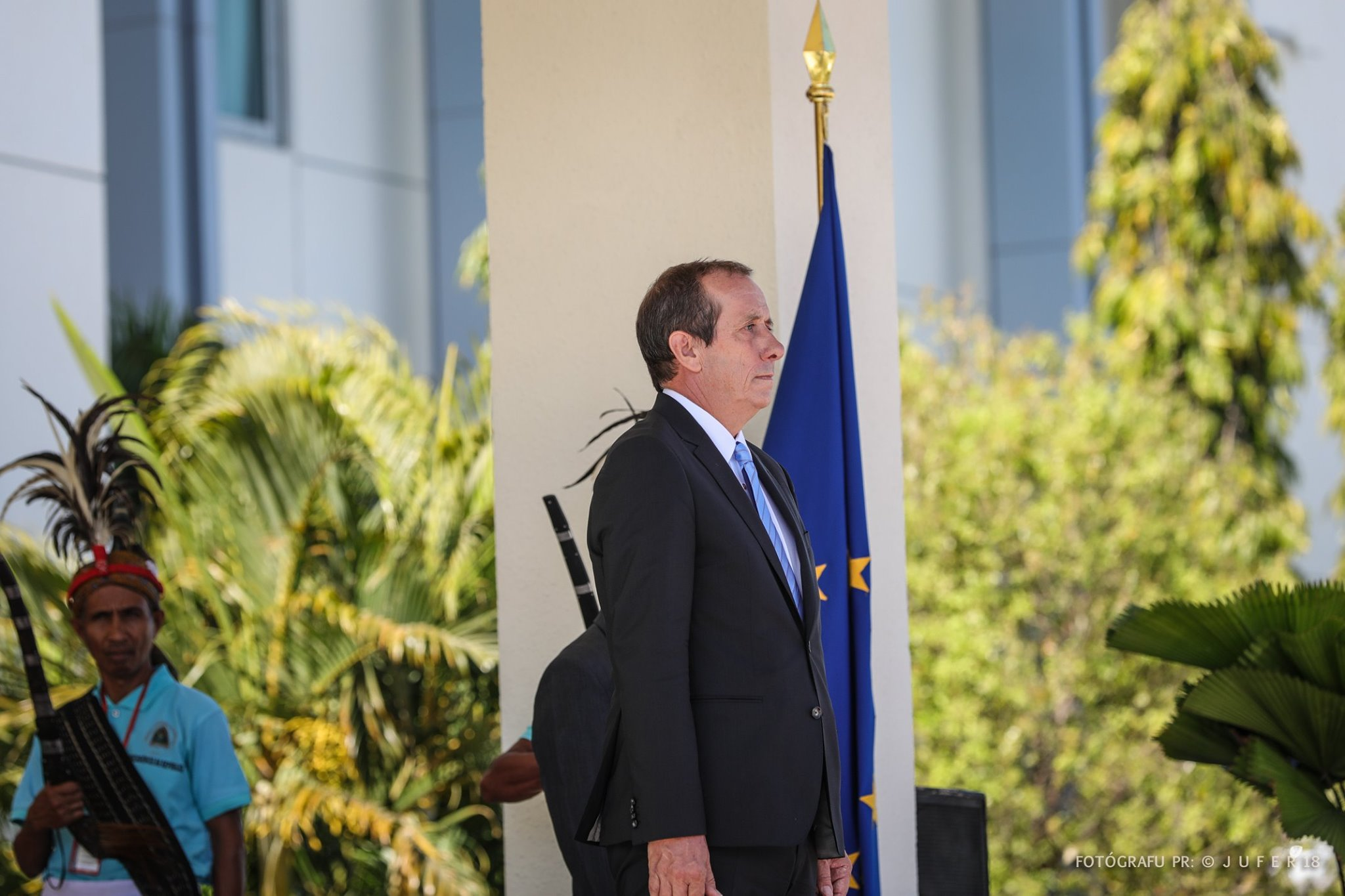
Andrew Jacobs bei der Übergabe seiner Akkreditierung in Osttimor (2019)

Jacobs war Abteilungsleiter beim Europäischen Amt für Zusammenarbeit (EuropeAid) für Nordafrika und den Mittleren Osten. Es folgten diplomatische Posten in Vietnam und Thailand, bevor er, mit Sitz in Bangkok, der Verantwortliche für die Kooperation der Europäischen Union mit Thailand, Kambodscha, Laos und Myanmar wurde. Außerdem arbeitete er intensiv mit Ländern in Lateinamerika und dem Balkan zusammen.
Von 2014 bis 2017 war Jacobs Botschafter der Europäischen Union für den Pazifik. Dies beinhaltete die Akkreditierung für die Cookinseln, Fidschi, Kiribati, den Marshallinseln, Mikronesien, Nauru, Niue, Palau, Samoa, Tonga und Tuvalu. Der Amtssitz befand sich in Suva (Fidschi). Die Beziehungen der Europäischen Union zu dem Land waren erst gerade wieder aufgenommen worden, nachdem sie nach dem Putsch von 2006 ausgesetzt worden waren. Jacobs unterstützte die Normalisierung des Verhältnisses und nahm sich des Themas des Klimawandels für die Region an.
Danach wurde Jacobs Chef der Abteilung Regional Sector Policy Analysis bei der Europäischen Kommission.
Am 15. Oktober 2019 übergab Jacobs seine Akkreditierung als Botschafter der Europäischen Union in Osttimor an Staatspräsident Francisco Guterres. 2022 wurde Jacobs vom Deutschen Marc Fiedrich abgelöst.

## Sonstiges
Andrew Jacobs hat mit seiner Frau Hilary gemeinsam drei erwachsene Kinder.
2022 erhielt Jacobs den Ordem de Timor-Leste (Collar).